# Max-Schmeling-Halle
Die Max-Schmeling-Halle ist eine Mehrzweckhalle im Berliner Ortsteil Prenzlauer Berg. Sie ist mit bis zu 11.900 Zuschauerplätzen die drittgrößte Veranstaltungshalle der Stadt und wurde als Boxsporthalle im Rahmen der Bewerbung Berlins für die Olympischen Sommerspiele 2000 errichtet. Die Halle, dessen Namen sie trägt, wurde 1996 in Anwesenheit von Boxweltmeister Max Schmeling eröffnet.
Der Bau ist die Heimspielstätte der Berlin Recycling Volleys, der Füchse Berlin (Herren-Handball), sowie Sitz des Landesleistungszentrums Tanzsport. Regelmäßig finden Konzerte und andere Großveranstaltungen in der Max-Schmeling-Halle statt. Eigentümer ist das Land Berlin, Betreiberin die private Velomax Berlin Hallenbetriebs Gesellschaft mbH, eine Tochtergesellschaft der Apleona Group.

## Lage
Die Max-Schmeling-Halle liegt gut 2,5 km nördlich des Berliner Fernsehturms im Gleimviertel, einem gründerzeitlichen Wohnviertel (Prenzlauer Berg, Bezirk Pankow). Sie ist Teil des Friedrich-Ludwig-Jahn-Sportparks und liegt unmittelbar nördlich des Großen Stadions. Ihr Haupteingang liegt an der Nordseite zum Falkplatz, im Westen grenzt die Halle an den Mauerpark, dort stand bis 1989 die Berliner Mauer.

## Architektur

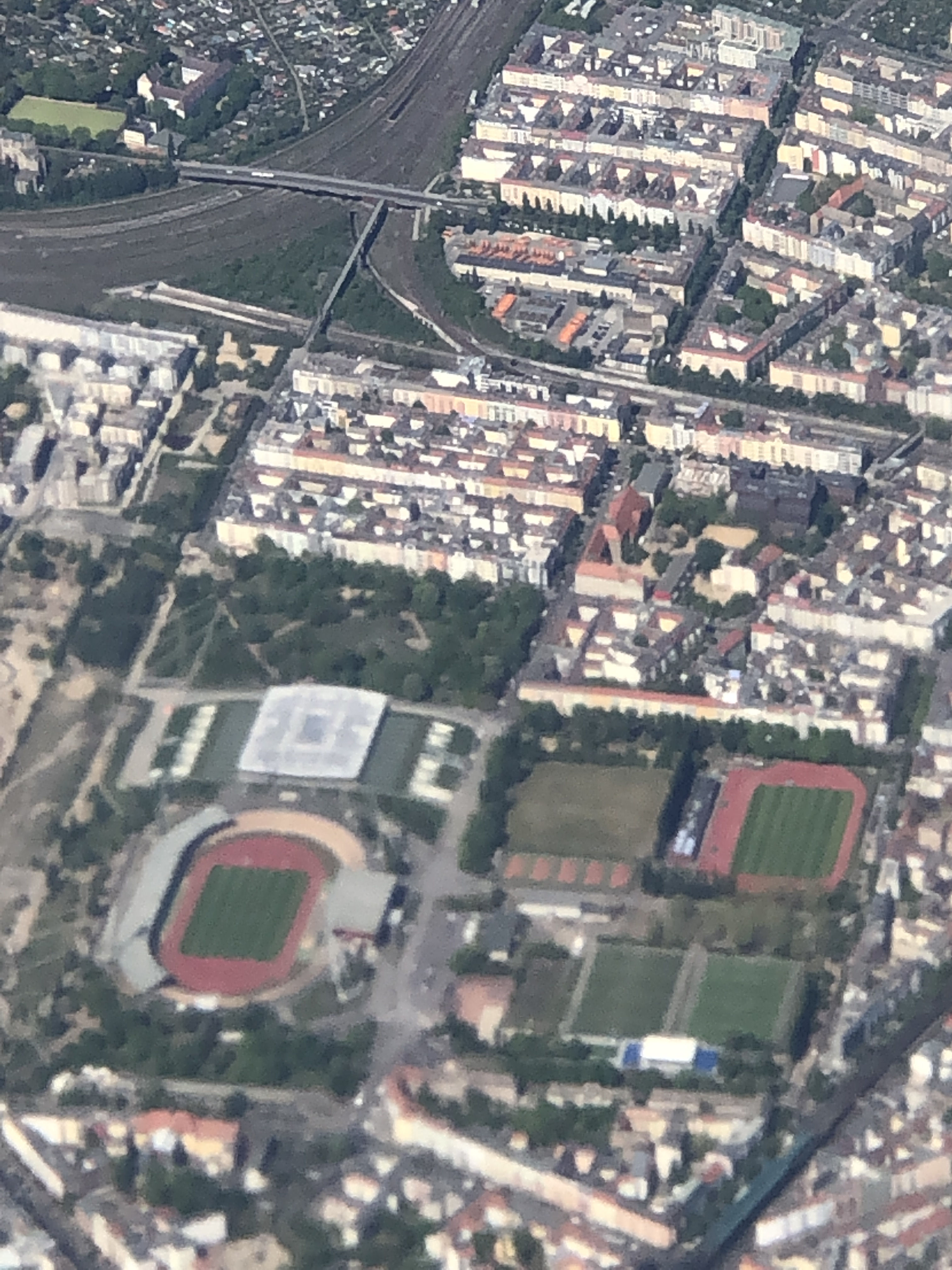
Die Max-Schmeling-Halle eingerahmt vom Falkplatz im Norden und dem Standion des Friedrich-Ludwig-Jahn-Sportpark im Süden.

Die Max-Schmeling-Halle steht am Ort eines ehemaligen Hügels aus Trümmerschutt aus dem Zweiten Weltkrieg. Beim Bau wurden diese Trümmer abgetragen und damit die Halle zu 70 % in den vorgefundenen Hügel eingegraben. Sämtliche Sporthallen sowie der Zugang zur Arena liegen dabei ebenerdig zum Falkplatz. Das runde, teilweise begrünte und begehbare Dach der Halle zeichnet den Verlauf des alten Trümmerbergs nach und wurde als Grüne Brücke zwischen dem ehemaligen Ost- und West-Berlin konzipiert. 2002 wurde die Halle mit der Goldmedaille des internationalen Architekturpreises für Sportstätten (IOC/IAKS Award) ausgezeichnet.

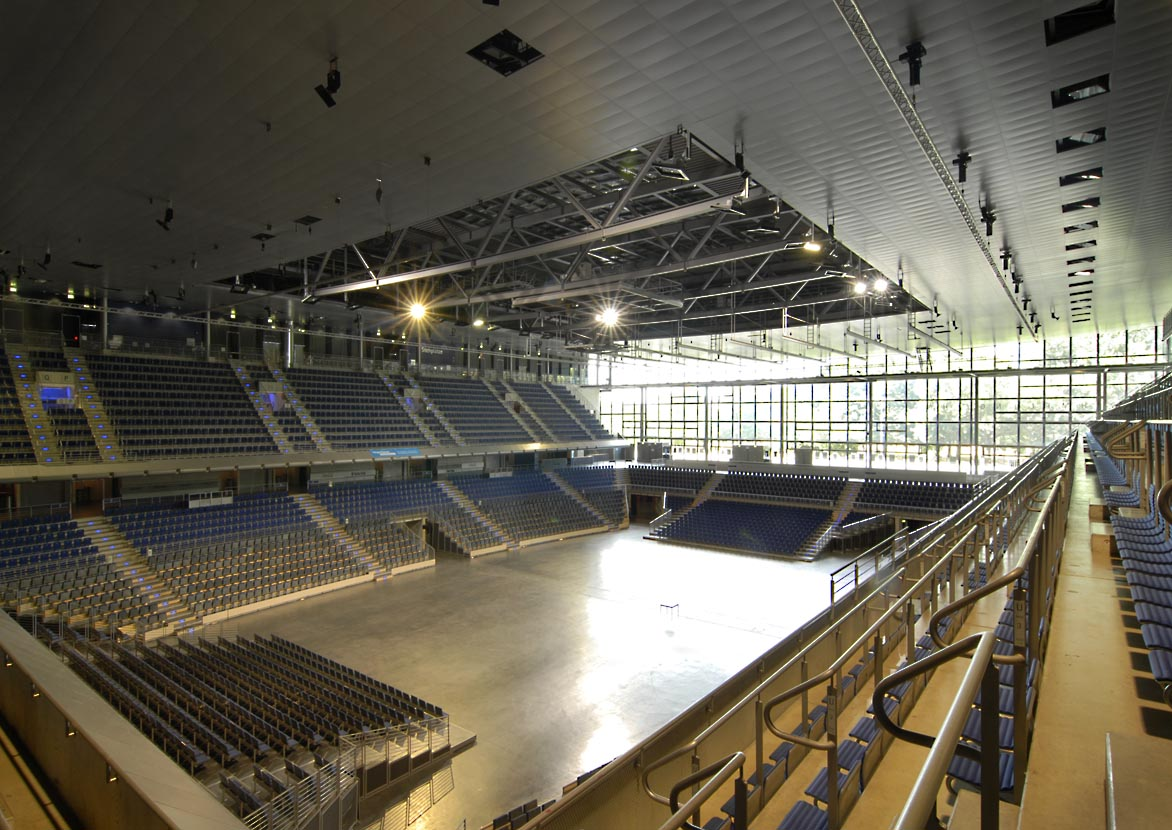
Arena mit gläserner Nordfassade

Zentral im Bauwerk liegt hinter einer großen verglasten Nordfassade die sogenannte Arena mit einem in den Boden eingelassenen Spielfeld (58 m × 34 m max.) und relativ steilen, teilweise ausfahrbaren Tribünen. Westlich davon liegt ebenerdig eine große, sechsfach teilbare Doppelsporthalle (Halle A/B) mit einer Fläche von insgesamt 90 m × 27 m, östlich der Arena liegt eine kleinere Einfachsporthalle (Halle C mit 45 m × 27 m) sowie je ein Ballett- und ein Tanzsaal (Klaus-Koch-Saal). Im Untergeschoss befindet sich auf der Westseite die meist als Lager genutzte, 2400 m² große Säulenhalle. Auf der Oberen Ebene finden sich in der Nordwestecke eine Fläche für ein Restaurant sowie auf der Ostseite ein Presseraum und eine gut 400 m² große V.I.P.-Lounge. Das leicht gewölbte Stahldach der Arena ist 108 m × 86 m groß, liegt auf minimierten Stahlverbundstützen und wird von einem Glasumgang umlaufen.
Ökologische Ausrichtung

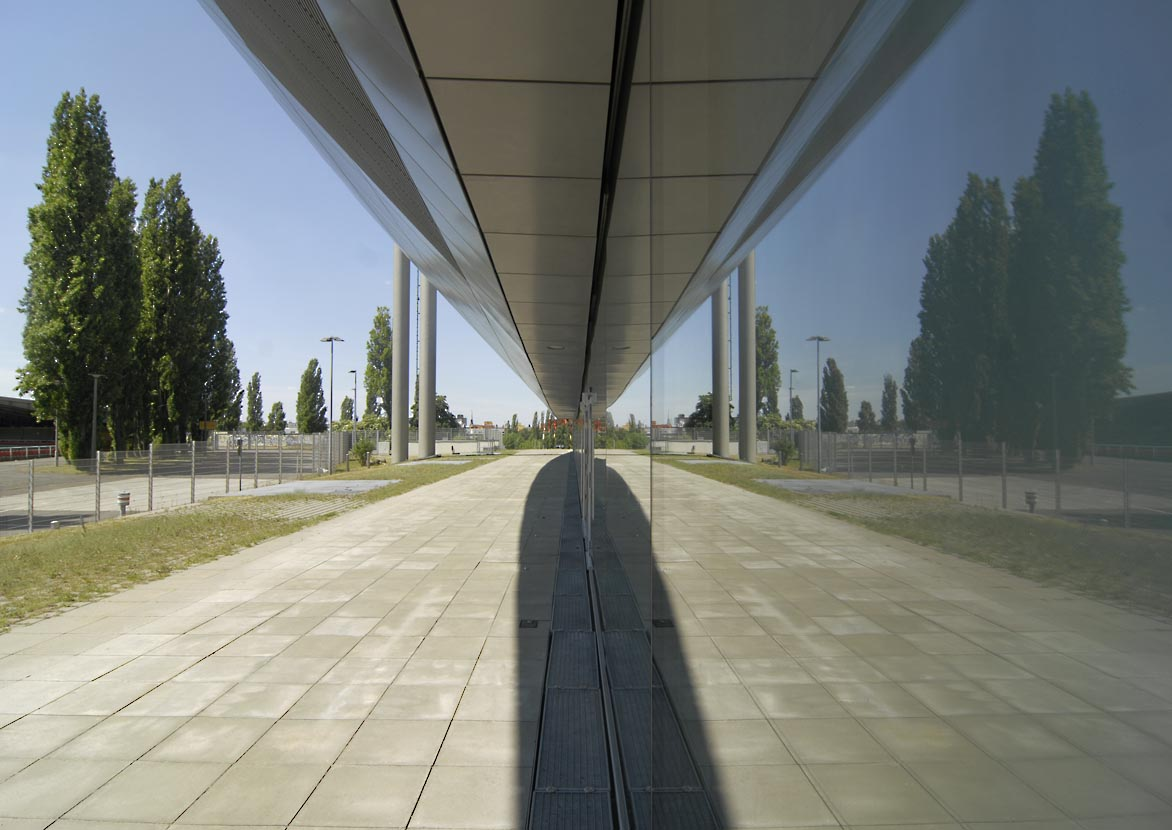
Glasumgang auf dem Dach

Auf dem Dach der Max-Schmeling-Halle befindet sich eine der größten Solarstromanlage auf einem öffentlichen Gebäude Berlins. Die 1064 installierten Photovoltaik-Module mit einer Fläche von 1749 m² können bis zu 250 kW Strom produzieren. Der Jahresertrag beträgt bei durchschnittlicher Sonnenscheindauer 220 MWh, das entspricht dem Bedarf von rund 110 Haushalten und vermeidet jährlich 220 Tonnen Kohlendioxid. Die Berliner Energieagentur (BEA) hat die Solaranlage konzipiert, finanziert, errichtet und betreibt sie seit 2009 für insgesamt 20 Jahre.

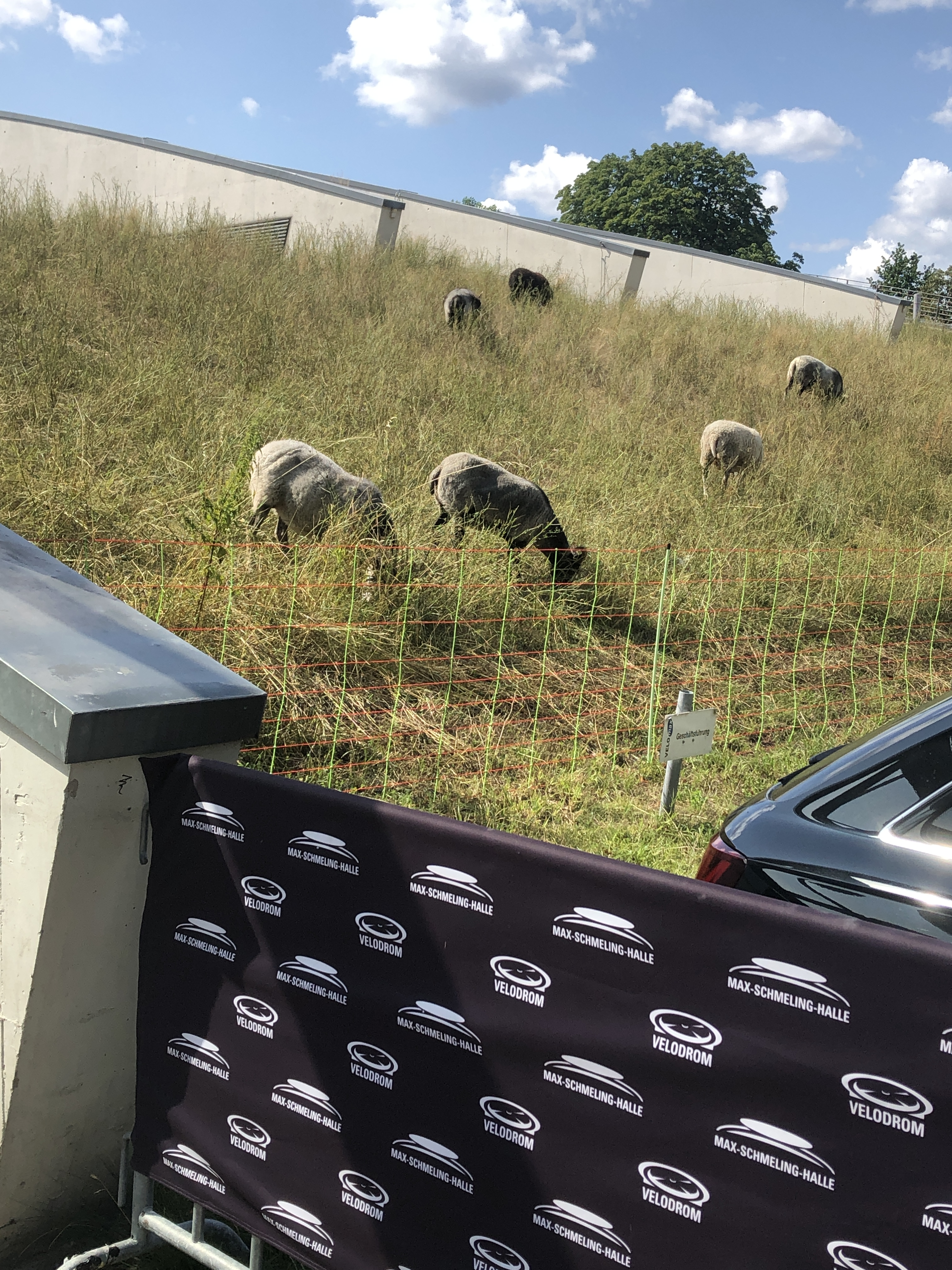
Schafe auf dem Dach der Max-Schmeling-Halle gehören zum ökologischen Konzept

Um die Halle und auf dem Hallendach sind Grünflächen angelegt. Dort unterhält ein lokaler Imker mehrere Bienenvölker, auf dem begrünten Dach grasen seit dem Sommer 2019 regelmäßig ein gutes Dutzend Haarschafe. Wegen ihrer ökologischen Ausrichtung wurde die Halle 2011 von Green-Globe zertifiziert. Außerdem erhielt die Max-Schmeling-Halle im November 2023 den lokalen Preis LTBA (Listen to Berlin: Awards) für nachhaltiges Wirtschaften. Das architektonische Konzept der Halle sieht auch vor, dass es keine Besucherparkplätze gibt, denn die Halle ist gut an den öffentlichen Personennahverkehr (ÖPNV) angebunden.

## Nutzung
In der Max-Schmeling-Halle fanden in den Jahren 1997–2022 über 1700 Sportveranstaltungen, 400 Konzerte und 800 andere Veranstaltungen, statt. Die Sporthallen wurden von Vereinen, Schulen und dem Landesleistungszentrum Tanzsport genutzt. Seit 2005 tragen das Herrenteam des Handball-Bundesligisten Füchse Berlin sowie seit 2011 auch das Team des Volleyball-Bundesligisten Berlin Recycling Volleys ihre Spiele in der Arena aus. Neben Ballsportarten fanden auch weitere Wettkämpfe wie Boxen, Tanz, Cheerleading, Tischtennis, Kampfsport und Hallenhockey statt.
Die Arena bietet je nach Bestuhlung Platz für bis zu 8.553 Zuschauer; bei Konzerten sind bis zu 11.900 Besucher möglich. Damit ist sie nach der Uber Arena und dem Velodrom die drittgrößte Veranstaltungshalle Berlins. Ihre Eröffnung fand am 14. Dezember 1996 in Anwesenheit des Namensgebers Max Schmeling statt. Das erste Basketballspiel wurde bereits am 22. September des Jahres zwischen Alba Berlin und der BG Steiner Bayreuth (91:73) ausgetragen.

### Zuschauerrekorde
- Zuschauerrekord in der Volleyball-Bundesliga der Männer am 2. Mai 2013 mit 8553 Zuschauern.[10]
- Zuschauerweltrekord im Hallenhockey beim Finale der Weltmeisterschaft 2018 am 11. Februar 2018 mit 8300 Zuschauern.[11]

### Sportveranstaltungen (Auswahl)
- WrestleMania-Revenge-Tour
- Endrunde der Deutsche Hallenhockey-Meisterschaft der Männer 2001
- Im Rahmen einer Boxveranstaltung am 17. Dezember 2005 gewann Laila Ali gegen die Schwedin Åsa Sandell im Beisein ihres Vaters Muhammad Ali
- Handball-Weltmeisterschaft der Männer 2007
- Endrunde der Deutsche Hallenhockey-Meisterschaft der Männer 2010
- Turn-Europameisterschaften 2011
- Volleyball-Europameisterschaft der Frauen 2013
- Endrunde der Deutsche Hallenhockey-Meisterschaft der Männer 2013
- Endrunde der Deutsche Hallenhockey-Meisterschaft der Männer 2015
- Final Four der Volleyball Champions League der Männer 2014/15
- German Open der ITTF World Tour 2016
- Europäische Qualifikation für das olympische Volleyball-Turnier 2016
- Berlin Masters der Rhythmischen Sportgymnastik 2016
- WM-Boxkampf der WBA zwischen Giovanni de Carolis und Tyron Zeuge  2016
- Deutsche Turnmeisterschaften 2017
- Hallenhockey-Weltmeisterschaft 2018
- Endspiel der Volleyball Champions League 2018/19 der Frauen
- Endspiel der Volleyball Champions League 2018/19 der Männer
- Deutsche Turnmeisterschaften 2019
- Floorball Final4: 2022, 2023, 2024
- The Icon League: Final 8 – Season 2
- Summer World University Games 2025: Volleyball

### Konzerte (Auswahl)
- 1996 Caught in the Act
- 1998 Herbert Grönemeyer • Eric Clapton • Peter Maffay
- 1999 Scooter • Ronan Keating
- 2001 Tom Jones • Westlife • Madonna • Eagles • Roxy Music
- 2002 Elton John • David Bowie
- 2003 Shakira • Simply Red • Santana • Mariah Carey • David Bowie • Fleetwood Mac
- 2004 Pink • Lionel Richie • The Corrs • Bryan Adams • Silbermond • Udo Lindenberg • Beastie Boys
- 2005 Backstreet Boys • Marius Müller-Westernhagen
- 2006 Deep Purple • Alice Cooper • André Rieu • Chris de Burgh
- 2007 Snoop Dogg & P. Diddy • Bob Dylan • Beyoncé • Justin Timberlake • Joe Cocker • Rod Stewart
- 2008 Howard Carpendale
- 2009 The Pussycat Dolls • Lady Gaga • Judas Priest • The Killers • Bob Dylan •  Robbie Williams (auf dem Vorplatz) • Status Quo
- 2010 Jean Michel Jarre • Sido • DJ BoBo • Marillion • Bundesvision Song Contest 2010
- 2011 Katy Perry • Bruno Mars • Beatsteaks
- 2012 Noel Gallagher • The BossHoss • Drake • Mötley Crüe & Slash • Blink-182 • The Cranberries • Billy Talent • Seeed • Die Toten Hosen • Bundesvision Song Contest 2012
- 2013 Bonnie Tyler • Earth, Wind and Fire • Lil Wayne • Crosby, Stills and Nash • Peter Frampton • The National
- 2014 Casper • Marteria • Pharrell Williams • Cro • Ed Sheeran • Motörhead • Clueso
- 2015 Slipknot • Kraftklub • Deichkind • Ariana Grande • Unheilig • Imagine Dragons • Nightwish • K.I.Z • Motörhead
- 2016 Ellie Goulding • Andreas Bourani • Alligatoah
- 2017 City • Nick Cave and the Bad Seeds • Gorillaz
- 2018 Bon Iver • Black Eyed Peas
- 2019 Die Fantastischen Vier • David Hasselhoff
- 2020 Megadeth
- 2022 Marc Rebillet • Jefferson Starship • Lil Nas X • Nightwish • Manfred Mann’s Earth Band
- 2023 Bring Me the Horizon • Die Prinzen • Fettes Brot • KISS
- 2024 Deep Purple • Deichkind
- 2025 Duran Duran (geplant)